# 張海麗
張海麗（1979年8月22日—），印尼语名：，出生於印尼，荷蘭籍華裔羽毛球選手，現已退役。

## 簡歷
她曾參加1996年亚特兰大奥运女子羽毛球單打，為印尼取得一面銀牌。2004年雅典奧運她以荷蘭隊的名義出賽，在女子羽毛球單打初賽中，張先擊敗牙買加選手Nigella Saunders及印度選手阿帕娜·波帕特，在決賽中先後擊敗英國的Tracey Hallam及中國的龔睿那，但在最後決賽中不敵中國的張寧，屈居亞軍。
2006年8月，張海麗宣佈即將退出國際賽事。

## 主要比賽成績
只列出曾進入準決賽的國際賽事成績：
| 年份   | 賽事             | 項目     | 成績   |
| ------ | ---------------- | -------- | ------ |
| 1996年 | 香港羽毛球公開賽 | 女子單打 | 亞軍   |
| 2004年 | 全英羽毛球公開賽 | 女子單打 | 準決賽 |
| 2006年 | 全英羽毛球公開賽 | 女子單打 | 準決賽 |
| 2006年 | 中國羽毛球大師賽 | 女子單打 | 準決賽 |

### 奧運會和世錦賽參賽紀錄
|          | 搭檔                 | 2000 | 2001 | 2003 | 2004 | 2005 |
| -------- | -------------------- | ---- | ---- | ---- | ---- | ---- |
| 女子單打 | －                   | 8強  | 8強  | 季軍 | 銀牌 | 16強 |
|          |                      |      |      |      |      |      |
| 女子雙打 | 洛蒂·布吕伊-乔纳森斯 | －   | －   | －   | 8強  | －   |